# Hemonystraat 4
Hemonystraat 4 is een gebouwtje aan de Hemonystraat, Amsterdam, De Pijp.

## Gebouw en kunst
Het sinds 1882 bestaande gebouwtje diende als kiosk en elektriciteitsgebouw van het Gemeentelijk Energie Bedrijf Amsterdam. Het staat op een pleintje daar waar de Hemonystraat de Stadhouderskade kruist. 
Het gebouwtje en de blinde achtergevels van de nabijgelegen Hemonylaan waren nogal eens het doelwit van graffiti. Er is toen aan kunstenaar Hugo Kaagman gevraagd de genoemde achtergevels op te fleuren. In 2018 volgde het verzoek datzelfde te doen met het gebouwtje Hemonystraat 4. Kaagman kwam met de voor hem typerende mengeling van Delfts Blauw en enigszins opstandige afbeeldingen. Betreffende dat laatste gaat het hier om kikkers die een joint roken. Ook het logo van de nabijgelegen Lidl werd op de hak genomen.
De westgevel van het gebouwtje bevat portretten van artiesten uit de popmuziek van uiteenlopende artiesten als Beyoncé, Jerney Kaagman en Lemmy Kilmister. De zuidgevel laat The Beatles zien, niet als The Beatles maar als kevers. Op dat vlak bevindt zich tevens een citaat van René Magrittes Ceci n'est pas une pipe, Nederlands: Dit hier is geen pijp, terwijl het gebouwtje wel in De Pijp staat.
Kaagman hield in 2018 een tentoonstelling in een galerie gevestigd op Hemonylaan 6 en kon zodoende vanuit de galerie werken. Vlak voor dit werk had hij ook al de wandschildering Van Cuyp tot Dou in De Pijp gemaakt. Bovendien had hij een friteskraam op de Albert Cuypmarkt voorzien van een nieuwe verflaag.
In 2024 zien drie zijden er anders uit dan in 2018. Het gebouwtje kreeg rond 2024 gezelschap op het pleintje, een container, die ook door Kaagman was bewerkt.

## Afbeeldingen

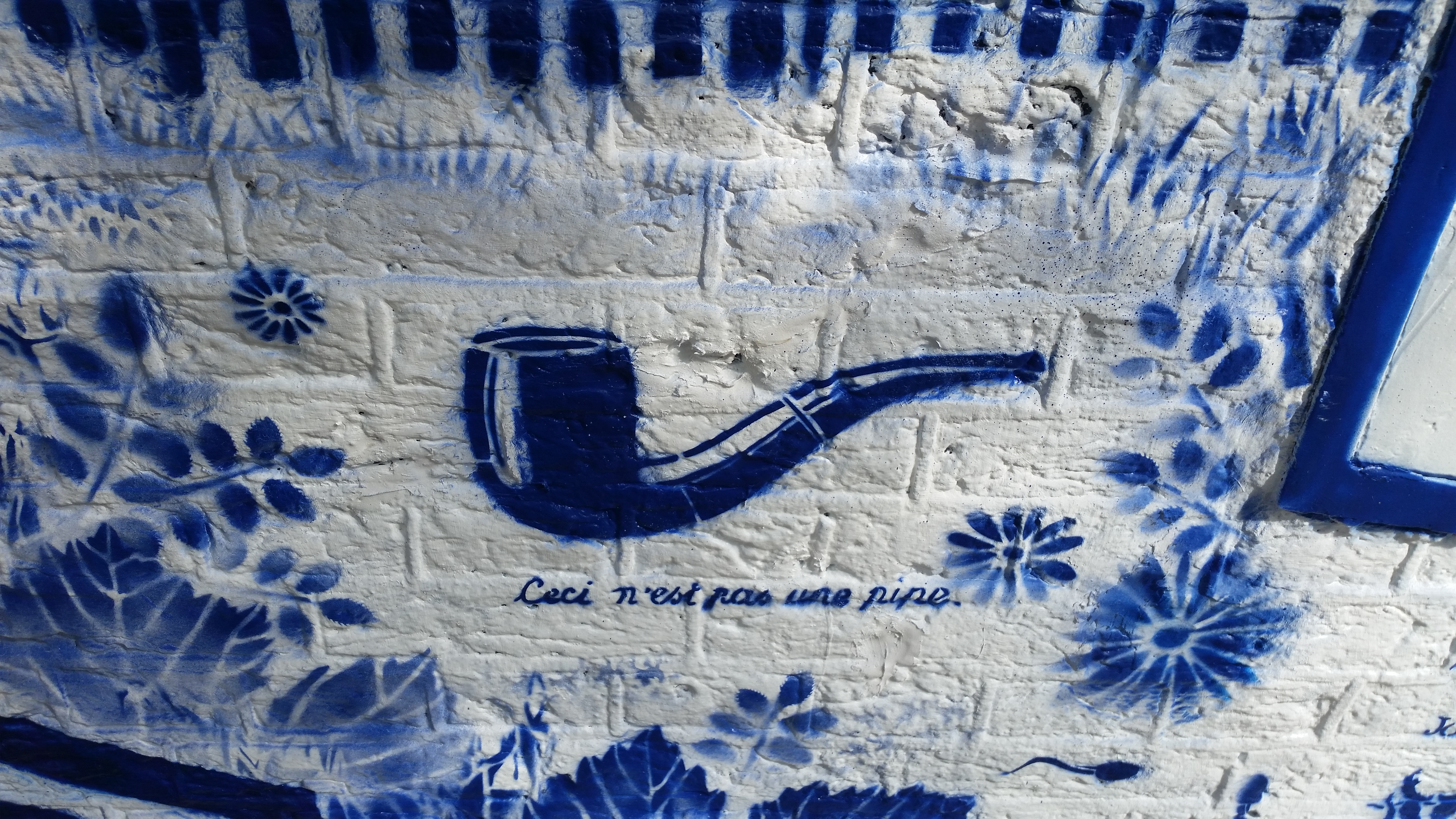
Citaat van René Magritte in 2018
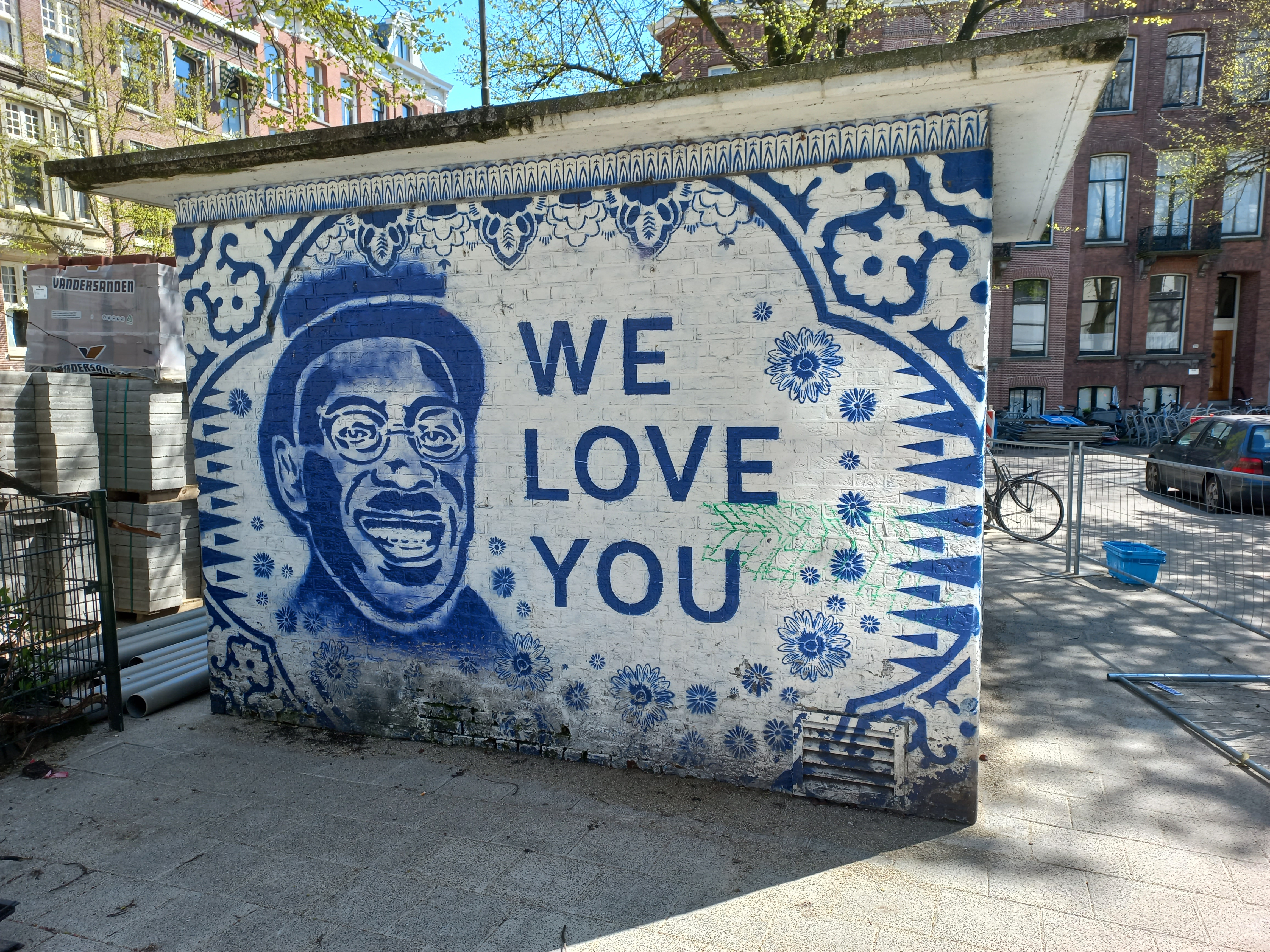
Portret in 2024
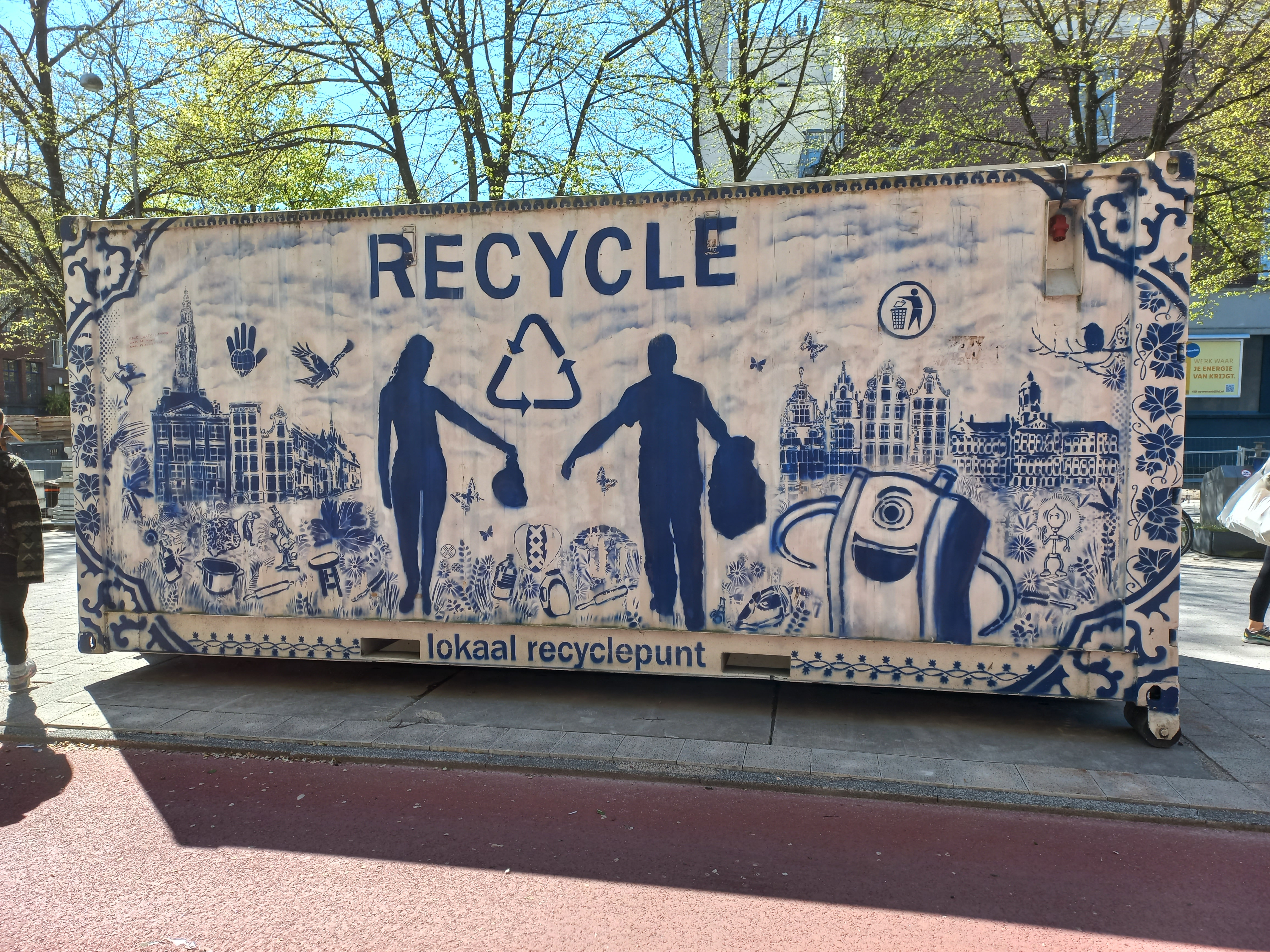
Recyclecontainer in 2024